# Algona (Washington)
Algona je grad u američkoj saveznoj državi Washington. Prema popisu stanovništva iz 2010. u njemu je živjelo 3.014 stanovnika.